# Quesos de Venezuela

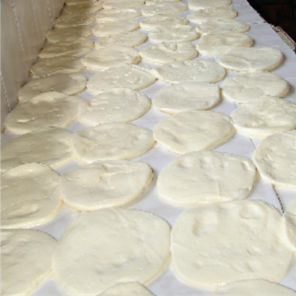
Queso de mano, un tipo de queso tradicional venezolano

Venezuela produce una gran variedad de quesos frescos que se elaboran de modo artesanal por toda su geografía. Son sinónimo de la cultura, los recuerdos y las tradiciones locales, ideales para combinarse con una amplia gama de los alimentos típicos de la gastronomía venezolana.

## Historia
Fue de Europa que llegó el ganado vacuno, ovino y caprino, que se aclimató rápidamente a tierras venezolanas, creándose manufacturas lecheras, uno de cuyos productos más apetecidos desde tiempos coloniales fue el queso. Existen registros de consumo de queso en Venezuela desde el siglo XVI (aproximadamente en el año 1523). Los más comunes para la época eran los de cincho (o queso duro), mano, siquire y de cartera en los Valles del Tuy, a los que se fueron uniendo otras variedades para rallar de los Llanos venezolanos.

## Elaboración
Mayoritariamente los quesos venezolanos están elaborados con leche cruda lo que les dota de ese sabor especial que luego es difícil de replicar en otros países con medidas sanitarias restrictivas. Los quesos venezolanos son frescos, ya que durante el proceso de elaboración no se dejan madurar y son preparados en procedimientos simples a partir de la cuajada. La mayoría de manera artesanal de diferentes formas, texturas y sabores
Su condición suave y fresca los hace únicos, se han venido fabricando y perfeccionando en el tiempo a partir de recetas tradicionales y la diversidad de lugares donde se cría ganado en el país, que además vendrían a ser de distintas razas y pasturas, lo que permite tener diferentes tipos de leches, base de los quesos.
Una de las principales características es su versatilidad y son el complemento perfecto para acompañar arepas, bollitos, empanadas, cachapas, casabe, plátanos y yuca en cualquiera de sus versiones y preparaciones.

## Tipos
Los tipos de queso varían sobre todo en su textura y en su grado de cremosidad, pueden ser fabricados a partir de leche de vaca, cabra o búfala. Se pueden clasificar en:

### Quesos de pasta hilada
Esta categoría de queso se caracteriza por estar elaborada en su mayoría con leche de vaca; también son elaborados con leche de búfala. Estos quesos se asemejan a la mozzarella pero difieren en que son preparados con leche cruda lo que significa que contienen flora natural y no necesitan de cultivos lácticos añadidos.

### Quesos duros
Los quesos duros son más salados y compactos, se desmoronan cuando se cortan y algunas variedades tienen un proceso de elaboración de hasta de tres meses.

### Quesos semiduros
Este tipo de quesos y debido a su técnica de elaboración de desuerado rápido y el prensado mecánico, es la que logra compactar efectivamente los granos de la cuajadase que distingue por su grasa y humedad, textura, maduración y gusto.

## Variedades
Hay al contar con al menos 30 tipos diferentes de estos, que en su mayoría son de elaboración artesanal.

### Queso telita

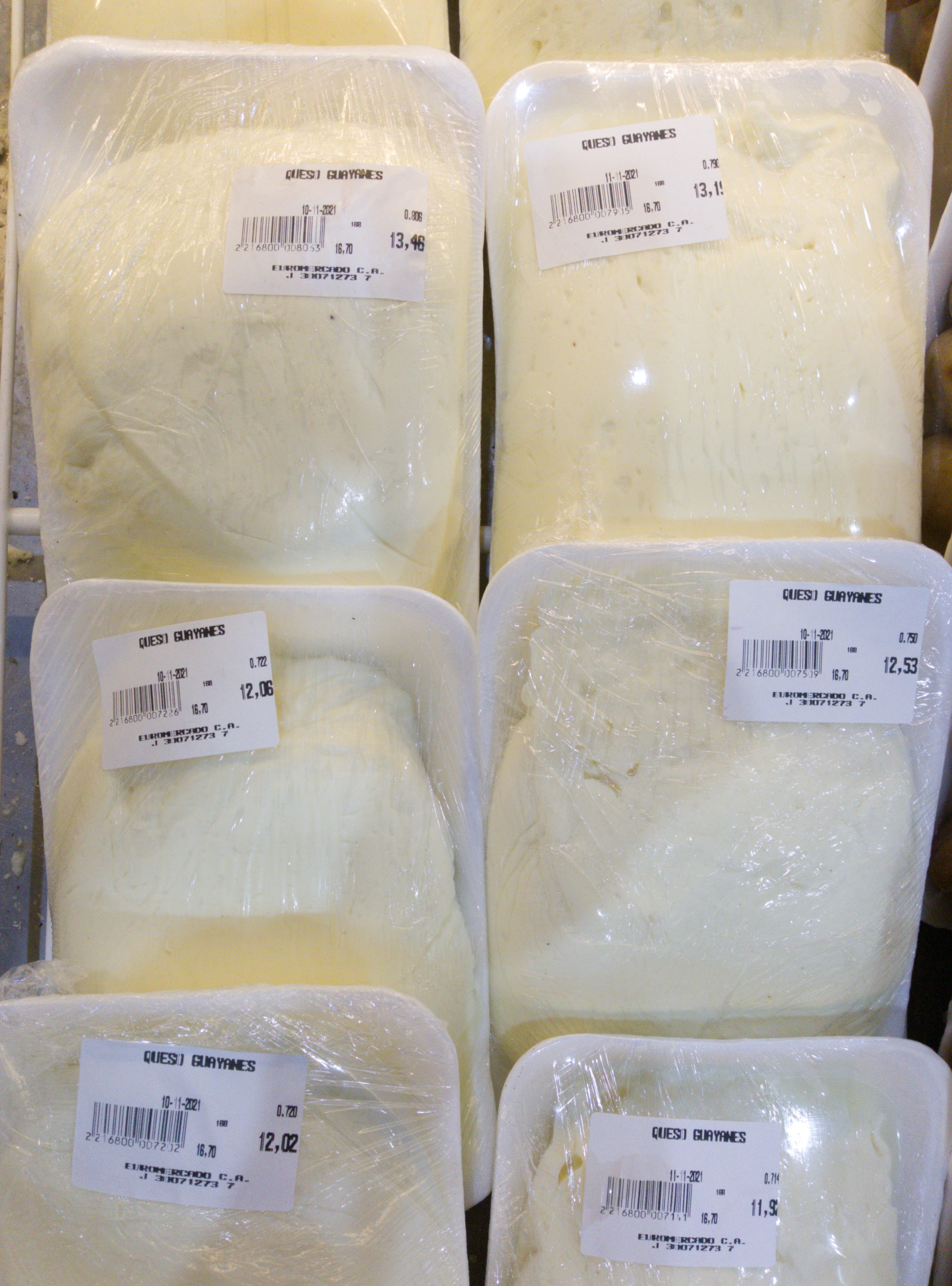
Queso guayanés exhibido en un estante refrigerado.

Originario de la región de los Llanos, este queso es tal vez el más emblemático y autóctono de los quesos Venezolanos. Es un queso cremoso, jugoso, suave, elástico. Se conserva sumergido en suero, a temperatura ambiente. Si se refrigera, no debe ser por largos períodos, porque su textura se torna dura.

### Queso guayanés
Es originario del sur del país, el del Estado Bolívar tiene la mejor fama. Se caracteriza por su suavidad y un nivel medio de sal.  La mejor manera de consumirlo es cuando está muy fresco, es tan delicado que casi se puede untar. Ideal en cachapas, arepas y solo. Se conserva a temperatura ambiente, señal de que hay que consumirlo rápidamente, pues al hacer contacto con el frío, se seca un poco y pierde su suavidad.

### Queso de mano
Es uno de los más populares en Venezuela. Su nombre obedece a que en su elaboración, una vez cuajada la leche se hierve y con la mano se le da forma de torta, que puede ser grande o mediana según sea el caso. Los más famosos son los producidos en el Estado Guárico, aunque otras regiones del país lo fabrican también de excelente calidad. Es el más común como acompañante de las cachapas.

### Queso de trenza
Generalmente es fabricado con leche de cabra y leche de vaca. Como los quesos de mano y guayanés es precocido. Los artesanos lo meten en una paila y lo cocinan hasta que queda chicloso, luego lo trenzan y lo colocan en envases. Un buen queso de trenza es tan suave como un guayanés y tiene un sabor muy especial, que quizás se debe a la combinación de las leches. Lo producen en los Estados Anzoátegui, Aragua y Falcón.

### Queso palmita
Es un queso bajo en grasa y sal, es firme en forma de bloque. Como todos los quesos venezolanos tiene un sabor característico. Se consume a temperatura ambiente. Su textura es algo blanda y al morderlo suelta suero y hace un sonido característico, por lo que le vale el nombre popular de queso chillón.

### Cuajada andina
Es lo primero que se crea, se obtiene a través del cuajado de la leche, debido a su proceso de elaboración artesanal es el tipo de queso más fresco de todos y se denomina así porque resulta de la coagulación de la leche apenas empieza a cuajar y luego se va compactando. Es originaria de los andes venezolanos. De textura granulosa, se desmenuza con mucha facilidad. Se consume generalmente con arepas. 

### Queso blanco Tipo "Paisa"
Popularmente conocido como "queso paisa", es originario del Estado Táchira, es un queso pasteurizado con sal media y textura firme y suele comerse en lonjas. Es uno de los quesos locales más conocido fuera de Venezuela. Al consumirse rebanado, es común combinarlo con jamón cocido, ya sea en sándwiches, "balas frías" e incluso arepas. El nombre es producto de la metonimia por la marca comercial Paisa.

### Queso llanero

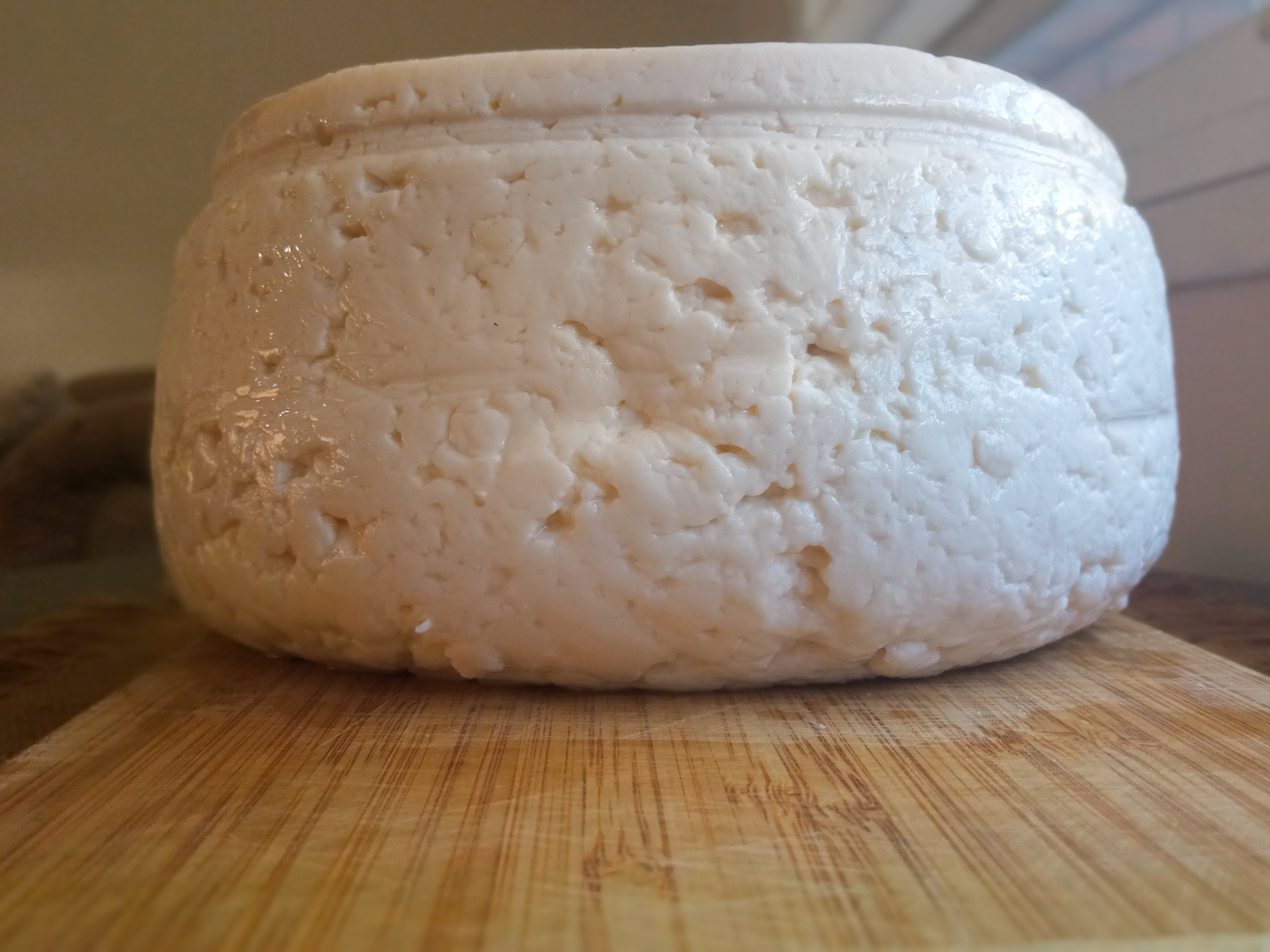
Queso llanero entero

Es un queso duro que tiene un alto contenido de sal. Su elaboración es por prensado en cincho. Su principal ventaja es que se puede conservar por mucho tiempo sin refrigeración. Debido a su textura se puede rallar, por eso es un queso muy popular. Es originario de la sabana venezolana. Hay una variedad llamada queso churuguara que se elabora el la población homónima del estado Falcón. Esta variedad es la que en Venezuela se le hace llamar simplemente «queso» a secas.

### Queso de año
Es un queso madurado, tradicional y típico del llano venezolano, posee un rico sabor intenso y algo salado. Es versátil, para muchos es una especie de queso parmesano local, pues se le puede dar el mismo uso en las pastas. 

### Queso Santa Bárbara
Lo distingue su suavidad y escasez de sal. Su elaboración es muy delicada, Es de textura cremosa, y sirve para freír, rallar, rebanar, etcétera. No obstante, tiene la desventaja de ser un tanto graso.

### Queso crineja
Es un queso hilado, sin corteza, fabricado generalmente en forma de trenzas.

## Quesos alóctonos
En Venezuela también se consumen algunas variedades de quesos que suelen ser autóctonas de otros países pero que gozan de gran popularidad. Son, a saber:

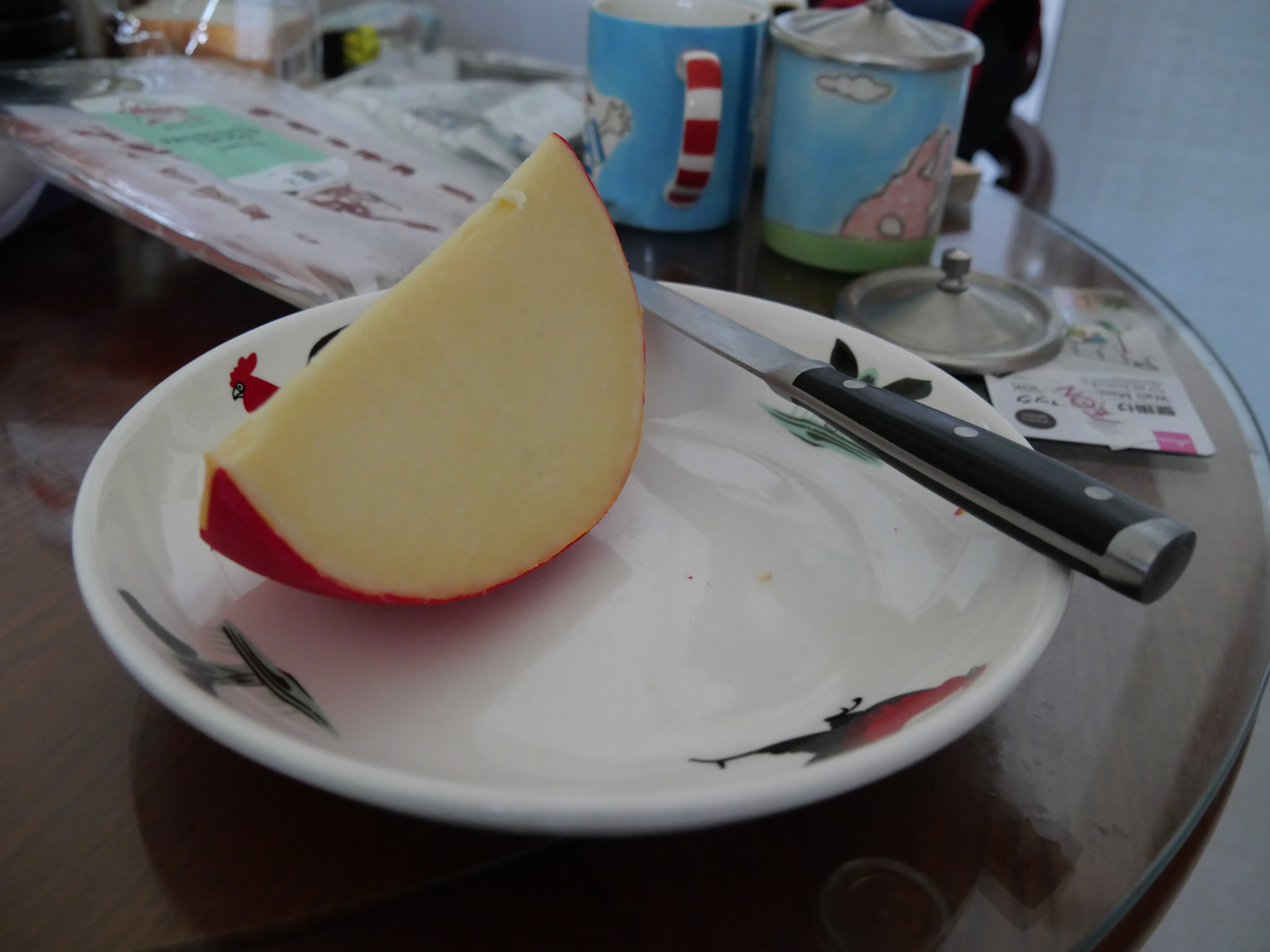
Queso Edam, popularmente conocido en Venezuela como "Queso de Bola" por la presentación en la que es comercializada.

- Queso gouda: Originario de Holanda y muy apetecido por los venezolanos. Se le conoce también como queso Torondoy por metonimia.
- Queso Edam: También originario de Holanda. Viene en presentación esférica, por lo que se le conoce como queso de bola.
- Queso procesado: Es una pasta fundida de queso que generalmente se expende en rebanadas envueltas individualmente. Llamadas por metonimia queso Kraft o queso Facilistas. Se expende en versiones americano, munster, Velveeta y suizo.

Estos quesos se conocen como queso amarillo (en especial el gouda) en contraposición a los autóctonos llamados queso blanco.
- Queso parmesano
- Queso mozzarella
- Queso azul: Con un moho característico, se considera una exquisitez gastronómica.